# Horváth Dániel (színművész)
Horváth Dániel (Miskolc, 1992. július 18. –) magyar színész.

## Életpályája
2007–2011 között a miskolci Zrínyi Ilona Gimnázium drámatagozatán tanult. 2011–2012-ben elvégezte a Bartók Béla Zeneművészeti Szakközépiskola magánének szakát. 2012–2014 között a Ferenczi Sándor Egészségügyi Szakközépiskola gyógymasszőr szakán tanult. 2014–2017 között a Pesti Broadway Stúdió tanulója volt. Ezen időszaktól a Budapesti Operettszínház előadásainak rendszeres szereplője. 2021-től a Turay Ida Színház társulatának művésze. 2024-től a Veszprémi Petőfi Színházban is szerepel.

### Családja
Felesége 2022-óta Simák Dominika Ágota.

## Fontosabb színházi szerepei
- Mária főhadnagy – Görgey Arthur (Operettszínház)
- Rómeó és Júlia – Tybalt (Operettszínház)
- Marie Antoinette – Axel von Fersen (Operettszínház)
- Elfújta a szél – Ashley Wilkes (Operettszínház)
- Nők az idegösszeomlás szélén – Carlos (Átrium Filmszínház)
- Lady Budapest – Péter, Elfogott forradalmár (Operettszínház)
- Isten pénze – Fred (Operettszínház)
- Ének az esőben – Énekes (Operettszínház)
- Szegény Dzsoni és Árnika – Szegény Dzsoni (Operettszínház)
- A Notre Dame-i toronyőr – Jehan Frollo, Frederic Carlus hadnagy (Operettszínház)
- Mesemasa és az aranylevél – Frédi (Operettszínház)
- Hair – Berger (Pannon Várszínház)
- Thrill me! Izgass fel! – Nathan
- Titanic (Szegedi Szabadtéri) – Andrews
- A koppányi aga testamentuma – Szahin (Ivancsics Ilona Társulat)
- Fame – Josè Vegas (Vörösmarty Színház)
- Mozart – Colloredo (Veszprémi Petőfi Színház)
- Puskás, a musical – Zakariás József
- Lévi'stori – Georg (Veszprémi Petőfi Színház)
- Fame – Jose (Vörösmarty Színház)
- Mozart – Colloredo hercegérsek (Vörösmarty Színház)
- Szerelem – Katonatiszt (Turay Ida Színház)
- Na, de Államtitkár Úrǃ –  Jóska (Turay Ida Színház)
- A makrancos hölgy – Tranio (Lucentio szolgája) (Turay Ida Színház)
- Holle anyó – Telihold/Almafa (Turay Ida Színház)
- Anconai szerelmesek - Lucretio (Turay)
- Csoportterápia -Sziszi (Veszprémi Petőfi Színház)
- Csókos asszony - Dorozsmai Pista (Turay)
- Nyuszikám, ártatlan vagyok! - Ricardo Espito (Turay)
- Páratlan Páros -Bobby Franklin (Turay)
- Mágnás Miska - Baracs István (Veszprémi Petőfi Színház)

## Film és sorozatszerepei
- Keresztanyu – Suhanc (2021–2022)
- Csepp barát – Kutyás férfi (2022)
- Gólkirályság – Kakas (2024)